# Bede BD-12
 (mai 2022).
Si vous disposez d'ouvrages ou d'articles de référence ou si vous connaissez des sites web de qualité traitant du thème abordé ici, merci de compléter l'article en donnant les références utiles à sa vérifiabilité et en les liant à la section « Notes et références ».
Le Bede BD-12 était un avion expérimental américain. Il fut développé par Jim Bede (en) pour une entreprise qui se révéla incapable de supporter les couts de développement liés à la production de l’outillage. Mal centré, il fut abandonné.
Il s'agissait d'un biplace destiné à la construction amateur à partir d’un kit, dont les essais débutèrent en 1995. Dès les premiers essais au sol, il apparut que l’avion était centré trop arrière et un lest de 77 kg fut ajouté à l’avant. Malgré cela, la stabilité de l’appareil restait très marginale et le prototype faillit être détruit durant son premier vol à l’automne 1995 pour cette raison.
Une version quadriplace fut envisagée avec la désignation « BD-14 ».